# Campi Flegrei

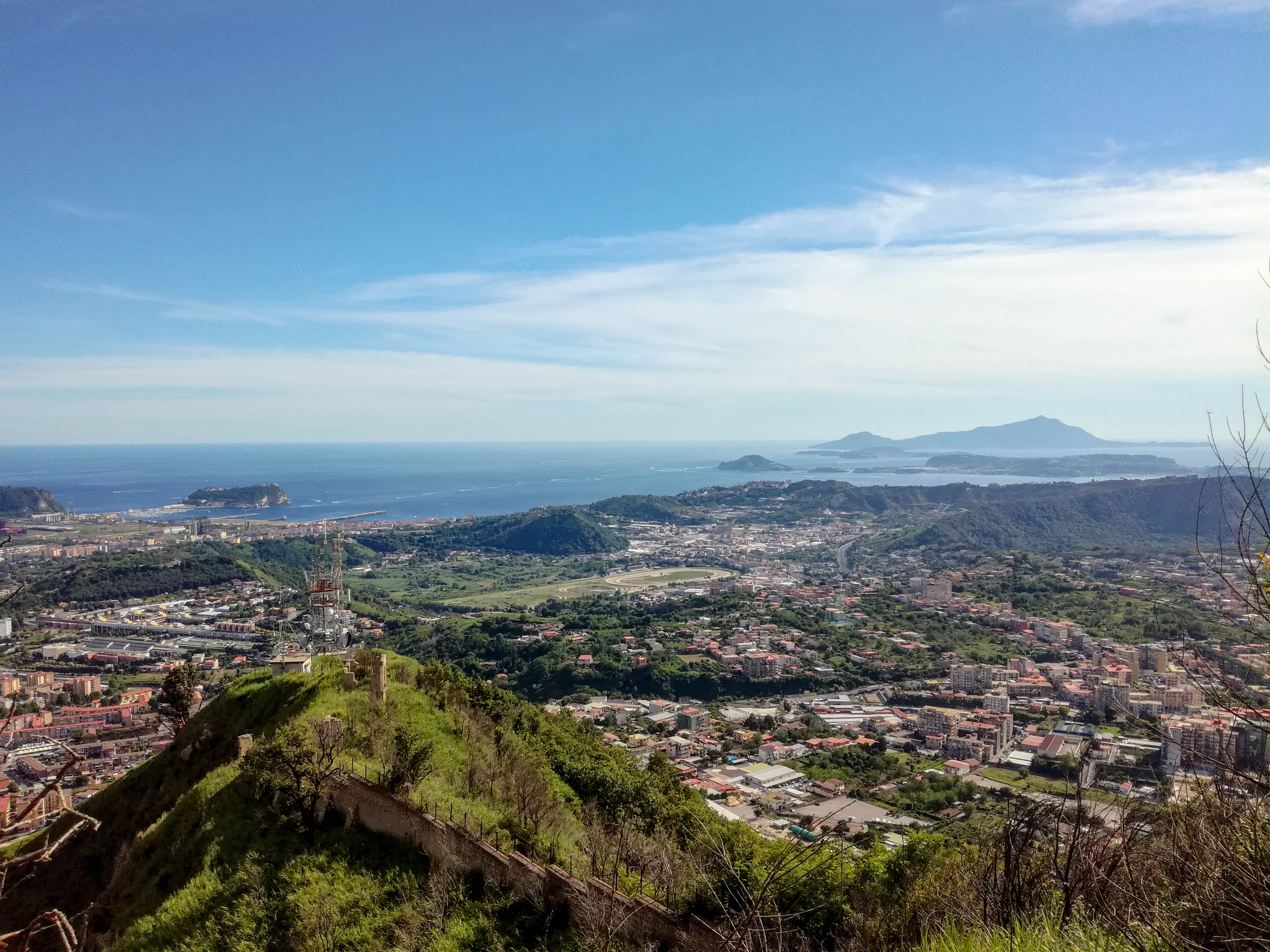
Campi Flegrei

Campi Flegrei (Brandende velden) of Flegreïsche Velden is een deel van de caldera even ten westen van Napels en vormt de westelijke rand van de Campanische Laagvlakte. In het centrum van dit gebied ligt het stadje Pozzuoli. Het grootste gedeelte van deze caldera ligt onder water in de baai van Napels. Op de westelijke rand zijn de stadjes Baia en Miseno te vinden. De Solfatara is de bekendste vulkaan in de caldera van de supervulkaan.

## Historische achtergrond
De naam Campi Flegrei stamt uit de Griekse oudheid. Destijds dacht men dat zich hier de strijd tussen de Titanen en de Olympische goden had afgespeeld, waarschijnlijk geïnspireerd door de vele vulkanische activiteit in deze streek. De eerste Griekse nederzettingen, Pithekoussai op Ischia en Cumae, werden in de 8e eeuw v.Chr. gesticht.
Vanaf de 4e eeuw v.Chr. kwam het gebied onder Romeinse heerschappij, na de Samnitische Oorlogen. In die tijd was het gebied onherbergzaam door het dichte Silva Gallinaria, een bos waarin vele bandieten en vogelvrijen hun toevlucht zochten, en de aanwezigheid van malaria in dit vochtige gebied. Nadat dit woud grotendeels was gekapt, werd de streek het toevluchtsoord van de Romeinse elite, met name Baiae wordt in dit verband veel genoemd, maar ook Pozzuoli, dat midden in het gebied lag, werd in deze tijd een vooraanstaande havenplaats.
Over de middeleeuwen in dit gebied is niet veel bekend. Gedeeltelijk lag het, vanwege het optredende bradyseïsme, onder water. De rest had te maken met Arabische invallen totdat het onder het bestuur van de Koningen van Napels kwam.

## Geologie

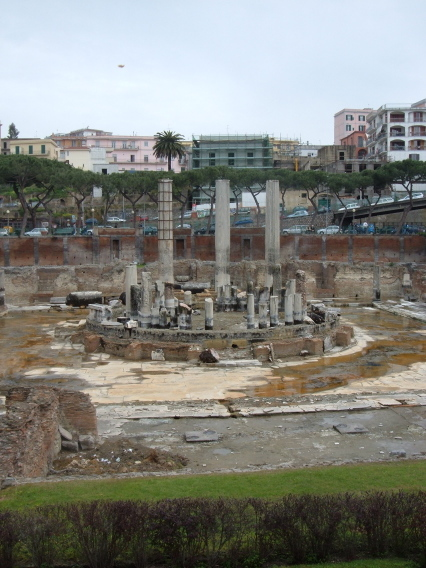
Het Serapium

### Campi Flegrei
De caldera, de Campi Flegrei zelf, is in twee fasen ontstaan. Ongeveer 40.000 jaar geleden (gesteente: Campanische ignimbriet) werd de grootste caldera gevormd, in een tweede fase, ongeveer 12.000 jaar geleden, een kleinere midden in de oudere. Hierbij werd de Napolitaanse Tuf (tufsteen) gevormd, die een kenmerkende gele kleur heeft.
Latere activiteit deed een aantal vulkanen in dit gebied ontstaan waaronder de Astroni, Solfatara, Monte Nuovo (als meest recente), Averno, Gauro en de Agnano. In 1538 werd tijdens een achtdaagse eruptie genoeg materiaal uitgestoten om de Monte Nuovo (Nieuwe Berg) te vormen. Met slechts 400 jaar oud is de Monte Nuovo voor een vulkaan zeer jong te noemen.
Aan de hand van het Serapium in Pozzuoli, waarvan de vloer in Romeinse tijd al eens werd verhoogd, weten we dat de bodem vanaf deze tijd tot aan 1968 langzaam daalde. Vanaf de 18e eeuw werd deze daling inderdaad gemeten. De resten van Boorwormen op de pilaren van het Serapium tonen aan dat het complex zich zelfs geruime tijd onder water bevond. Tussen 1970 en 1972 en nogmaals van 1982 tot 1984 vond echter een belangrijke stijging plaats, van respectievelijk 1,70m en 1,82m. Dit vormde de eerste aanwijzing voor het bestaan van bradyseïsme.
Door het vulkanisme was het gebied van Baia, Miseno, Pozzuoli en Bacoli tijdens het begin van het Romeinse keizerrijk de perfecte plaats voor natuurlijke spa's en sauna's. Het Romeinse Baia Sommersa was, voordat het in zee verdween en een verzonken stad werd, een enorm thermaal centrum. De grootste, belangrijkste en rijkste Romeinen zoals keizer Nero, keizer Claudius en Julius Caesar lieten hier de meest extravagante villa’s bouwen. Vlak voor de kust van Pozzuoli (Puteoli) ligt deze verzonken Romeinse stad in de baai enkele meters onder water.

### Campanische laagvlakte
De Campi Flegrei zijn ontstaan door rekken en strekken als gevolg van de rotatie van het Italische schiereiland en is deel van de Campanische laagvlakte, bestaande uit de centrale depressie van Acerra begrensd door normale geologische breuken. Deze depressie strekt zich tot onder de Baai van Napels uit. De breuken zijn onderdeel van een stelsel dat ook de Vesuvius en Ischia omvat. Er wordt gesuggereerd (Scandone et al, 1971) dat de Acerra-depressie tektonisch van aard is en verder is gedaald door de ignimbritische erupties die de caldera zelf deden ontstaan.

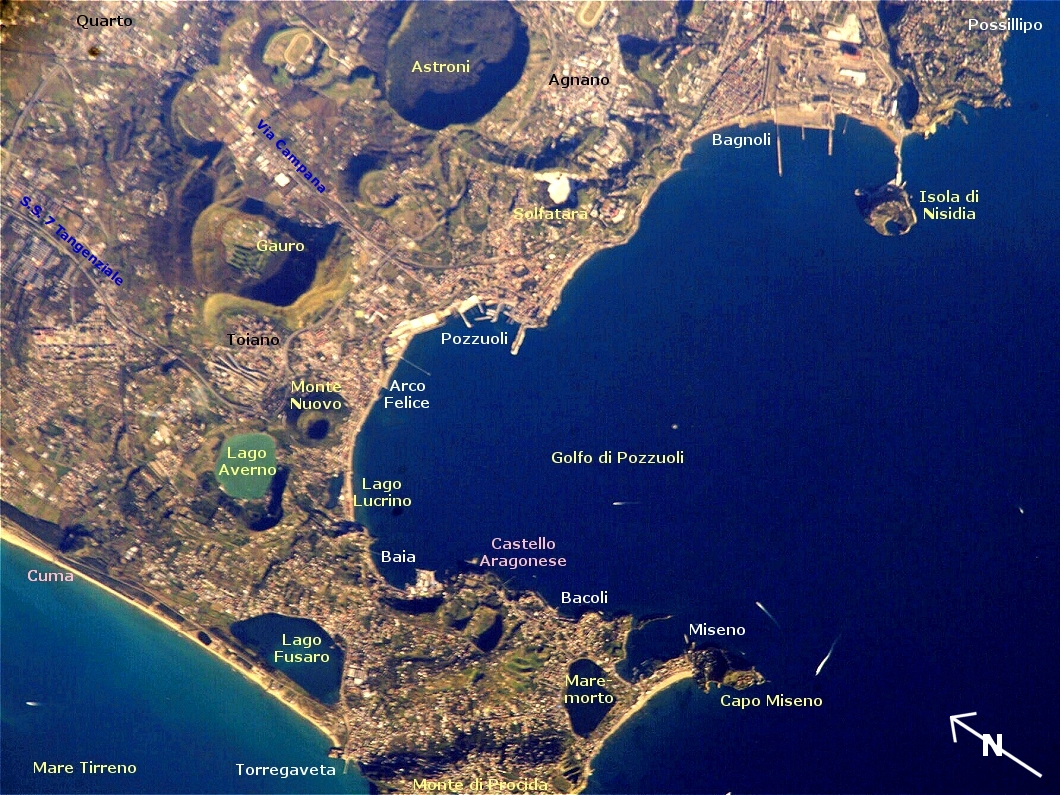
satellietfoto met namen

De extensie van de aardkorst zorgde voor het omhoog komen van magma, wat de vulkanische activiteit op de Campi Flegrei veroorzaakt. Het vulkanisme in de streek begon ongeveer 1 miljoen jaar geleden, met het subduceren van carbonaat-lagen tot een diepte tussen 1 en 5 kilometer. Meer dan 200.000 jaar geleden vinden erupties van basalt en andesitische lava's plaats, die de inmiddels inactieve vulkaan bij Parate vormden. Op sommige plaatsen is op 1.500 meter diepte gestolde lava gevonden bij boringen. Deze afzettingen veroorzaken magnetische en gravimetrische afwijkingen in de streek.
In 2024 doen zich weer geregeld aardbevingen voor in dit gebied. De zwaarste schok sinds 40 jaar was op 20 mei 2024, 4.4 op de schaal van Richter. In de regio worden evacuatieplannen voorbereid voor het geval zich een majeure vulkaanuitbarsting voordoet, maar deze zijn nog verre van toereikend.